# أكاديمية التنمية التعليمية
أكاديمية التنمية التعليمية، أو بالإنكليزية (Academy for Educational Development) أو ما يعرف اختصارا بـ (AED)، منظمة غير ربحية تركز على التعليم والصحة والتنمية الاقتصادية لمن هم «أقل حظا في الولايات المتحدة والبلدان النامية في جميع أنحاء العالم.»]، AED تعمل حاليا على أكثر من 250 برنامج إنمائي لمساعدة الناس على تحسين حياتهم من خلال تحسين التعليم والصحة والفرص الاقتصادية في الولايات المتحدة وبلدان أخرى حيث تنشط في 150 بلدا حول العالم. وتتمثل مهمة AED في زيادة القدرات الفردية وتحسين حياتهم الخاصة.

## عن الأكاديمية
تأسست AED في عام 1961 من قبل ألفين سي إيرك وسيدني تاكتون. تركز أصلا على تقديم المساعدة التقنية ذات الصلة لإدارة التعليم العالي في الولايات المتحدة، وسعت AED في تكنولوجيا التعليم، وإصلاح التعليم، ودعم المجتمع المدني في الولايات المتحدة وحول العالم. كما تركز AED على تعزيز الصحة في البلدان النامية عن طريق الاتصال البيئي، والتسويق الاجتماعي وغيرها من التخصصات. تعمل AED حاليا في جميع أنحاء الولايات المتحدة وفي 167 دولة. AED تعمل حاليا على أكثر من 250 برنامج لمساعدة الناس على تحسين حياتهم من خلال تحسين التعليم والصحة والفرص الاقتصادية.

## اتظر أيضا
- جمعية العلوم والعامة

## وصلات خارجية
- أكاديمية التنمية التعليمية - الموقع الرسمي